# Музичні стилі, жанри та напрями
Музичні стилі, жанри й напрями — поняття, що дозволяють класифікувати музичні твори за певними категоріями. При цьому: 
- Термін Музичний жанр характеризує класифікацію музичної творчості за родами і видами, з огляду на їхнє походження, умови виконання, сприймання та інші ознаки[1]

- Термін Музичний стиль характеризує сукупність засобів та прийомів художньої виразності, що історично склалась і відображає естетичні погляди різних суспільних груп певної епохи або творчого напряму.[1]

- Термін Музичний напрям уживається для класифікації музичної творчості за її стильовими або жанровими ознаками. Цей термін є менш розроблений у вітчизняному музикознавстві й тому більш вільно вживаний.

## Проблеми термінології
Якщо в академічній музиці класифікація музичної творчості за жанрами та стилями детально розроблена музикознавцями, то в сучасній популярній музиці поняття жанру і стилю нерідко вживаються як тотожні, що дає підстави говорити про плутанину термінів.
Так, наприклад, деякі джерела класифікують кантрі, фольк-рок, панк-рок як музичні жанри, в той час як інші  ті самі явища називають музичними стилями. 
Аналогічну плутанину термінів можна спостерігати в російськомовних джерелах із яких вона, скоріш за все, і потрапила в україномовну. Так, у російській мові схожі списки іменуються в одних джерелах музичними стилями, а в інших — музичними жанрами, або напрамами
Схожу ситуацію спостерігаємо і в англомовних джерелах — Ресурс Music styles використовує термін англ. styles, в той час як англійська вікіпедія, та деякі інші джерела (напр.  [Архівовано 11 лютого 2017 у Wayback Machine.]) використовує термін англ. genre, а також похідний — subgenre. При цьому термін  music genre розглядають як «категорію, що об'єднує музичні твори за стилем або основою музичною мовою» (Peter van der Merwe, 1989, p. 3). Водночас значна частина музикантів (наприклад Джордж Зорн) вважають, що категоризація музики базується більшою мірою на комерційних та маркетингових мотивах, аніж на музичних.

## Відмінність понять жанру і стилю
Якщо музичний жанр характеризує класифікацію музичної творчості за родами і видами, з огляду на їхнє походження, умови виконання, сприймання , то музичний стиль характеризується як сукупність засобів та прийомів художньої виразності, що історично склалась і відображає естетичні погляди різних суспільних груп певної епохи або творчого напряму. Хоча об'єктивною передумовою для розрізнення як музичних жанрів, так і музичних стилів є комплекс суто музичних характеристик, при визначенні стилю звертають увагу на індивідуальні риси, притаманні тим чи іншим композиторам (або групі композиторів, особистість яких формувалася в подібних соціокультурних умовах), а при визначенні жанру – на умови їх побутування, виконання, а також змістовну або конструктивну спрямованість певного музичного твору. 

## Типи інтонаційних практик
У сучасному українському музикознавстві набуває поширення термін «інтонаційна практика», запроваджений Ю. Чеканом. За визначенням автора, цей термін визначає інтонаційний прояв тієї чи іншої субкультури, об’єднуючи інтонаційну сферу та феномен практики (тобто накопичений дос — від, прийоми та навички діяльності)